# Железнічар (Панчево)
«Железнічар» (Панчево) (серб. ФК Железничар Панчево) — сербський футбольний клуб, який базується у місті Панчево у Воєводині. Клуб грає у Сербській Суперлізі, найвищій футбольній лізі Сербії.

## Історія
Клуб виграв Банатську зональну лігу в сезоні 2014—2015, і отримав підвищення до Сербської ліги Воєводини, та грав наступні 5 років у третьому сербському дивізіоні. «Железнічар» посів перше місце в групі в сезоні 2019—2020 років, перерваному через COVID-19, та здобув підвищення до Першої ліги Сербії. Після 3 сезонів у другому дивізіоні клуб зайняв друге місце в сезоні 2022—2023, і вийшов до Суперліги.